# アレクサンドル・ヤチケビッチ
アレクサンドル・ヤチケビッチ（Aleksandrs Jackevičs 1958年3月25日- ）は旧ソ連のラトビア・ドベレ出身の柔道家。身長184cm。
モスクワオリンピックの柔道86kg以下級で銅メダルを獲得している。腕挫十字固の名手として有名。